# 緑町 (台北市)
緑町（みどりちょう）は、日本統治時代の台湾における台北市の行政区画。一丁目から五丁目までで構成された。龍山寺の付近に位置する。日本統治時代に蓮花の池と平坦な緑地があったことに由来する。おおよそ現在の万華区大理街、環河南路二段の一帯が緑町に含まれる。

## 町内の施設
- 緑町市場（一丁目）
- 萬華戲園（一丁目）
- 台湾製糖台北製糖所（五丁目）